# Sword of Trust
Sword of Trust (bra: A Herança da Verdade) é um filme de comédia estadunidense de 2019 dirigido por Lynn Shelton, a partir de um roteiro de Shelton e Mike O'Brien. É estrelado por Marc Maron, Jon Bass, Michaela Watkins, Tim Paul, Whitmer Thomas, Toby Huss, Dan Bakkedahl e Jillian Bell.
Teve sua estreia mundial na South by Southwest em 8 de março de 2019. Foi lançado em 12 de julho de 2019, pela IFC Films.

## Sinopse
Cynthia e Mary são um casal que aparece para recolher a herança de Cynthia de seu avô, que acaba sendo uma espada que ele acreditou para provar que os Estados Confederados da América haviam vencido a Guerra Civil Americana. Eles levam a espada para uma loja de penhores em Birmingham, Alabama, de propriedade de Mel, que trabalha com seu assistente estranho Nathaniel. Os quatro formam uma parceria para fazer a venda da espada. Eles seguem a estrada pelo Sul enquanto minimizam suas identidades, o que os leva em uma jornada com os compradores em potencial.[carece de fontes?]

## Elenco
- Marc Maron como Mel
- Jon Bass como Nathaniel
- Michaela Watkins como Mary
- Jillian Bell como Cynthia
- Toby Huss como Hog Jaws
- Dan Bakkedahl como Kingpan
- Lynn Shelton como Deirdre
- Whitmer Thomas como Jake
- Timothy Paul como Zeke
- Benjamin Keepers como Ben
- Al Elliott como Jimmy
- Mike O'Brien como Yach

## Produção
Em maio de 2018, foi anunciado que Michaela Watkins, Jillian Bell, Marc Maron, Jon Bass, Toby Huss, Dan Bakkedahl, Whitmer Thomas e Timothy Paul se juntaram ao elenco do filme, com Lynn Shelton escrevendo e dirigindo o filme. A produção foi concluída no mesmo mês.

## Lançamento
Ele teve sua estreia mundial na South by Southwest em 8 de março de 2019. Pouco depois, a IFC Films adquiriu os direitos de distribuição do filme. Foi o filme da noite de abertura no Festival Internacional de Cinema de Seattle em 16 de maio de 2019. Foi lançado em 12 de julho de 2019.

### Recepção crítica
Sword of Trust recebeu críticas positivas dos críticos de cinema. Ele tem 93% de aprovação no site Rotten Tomatoes, com base em 82 avaliações, com uma média ponderada de 7,43/10. O consenso crítico do site diz: "Personagens habilmente desenhados e um forte senso de humanidade tornam Sword of Trust uma viagem agradável - embora um pouco sinuosa." No Metacritic, o filme detém uma classificação de 70 em 100, com base em 21 críticos, indicando "críticas geralmente favoráveis".
Marc Maron ganhou o prêmio de Melhor Ator por Sword of Trust no Festival Internacional de Cinema de Gijón em 2019.[carece de fontes?]